# Shubunkin
Shubunkins (朱文金) (nghĩa đen là "kim tuyến đỏ") là một giống cá vàng với vảy ánh xà cừ. Giống này có nguồn gốc từ Nhật Bản. Shubunkin được lai tạo bởi Yoshigoro Akiyama （ja:秋山吉五郎）, bằng cách lai cá vàng mắt lồi Calico với cá vàng thông thường.